# ماری آماشوکلی
ماری آماشوکِلی(به گرجی: მარი ამაშუკელი)؛ زادهٔ (۱۶ ژوئیهٔ ۱۹۷۹) یک کارگردان گرجی اهل فرانسه است. وی از سال ۲۰۰۵ میلادی تاکنون مشغول فعالیت بوده‌است. او به همراه کلِر بورژه و ساموئل تیس، برای فیلم پارتی گرل برنده دوربین طلایی از جشنواره فیلم کن ۲۰۱۴ شده است.